# Zabudowa zagrodowa

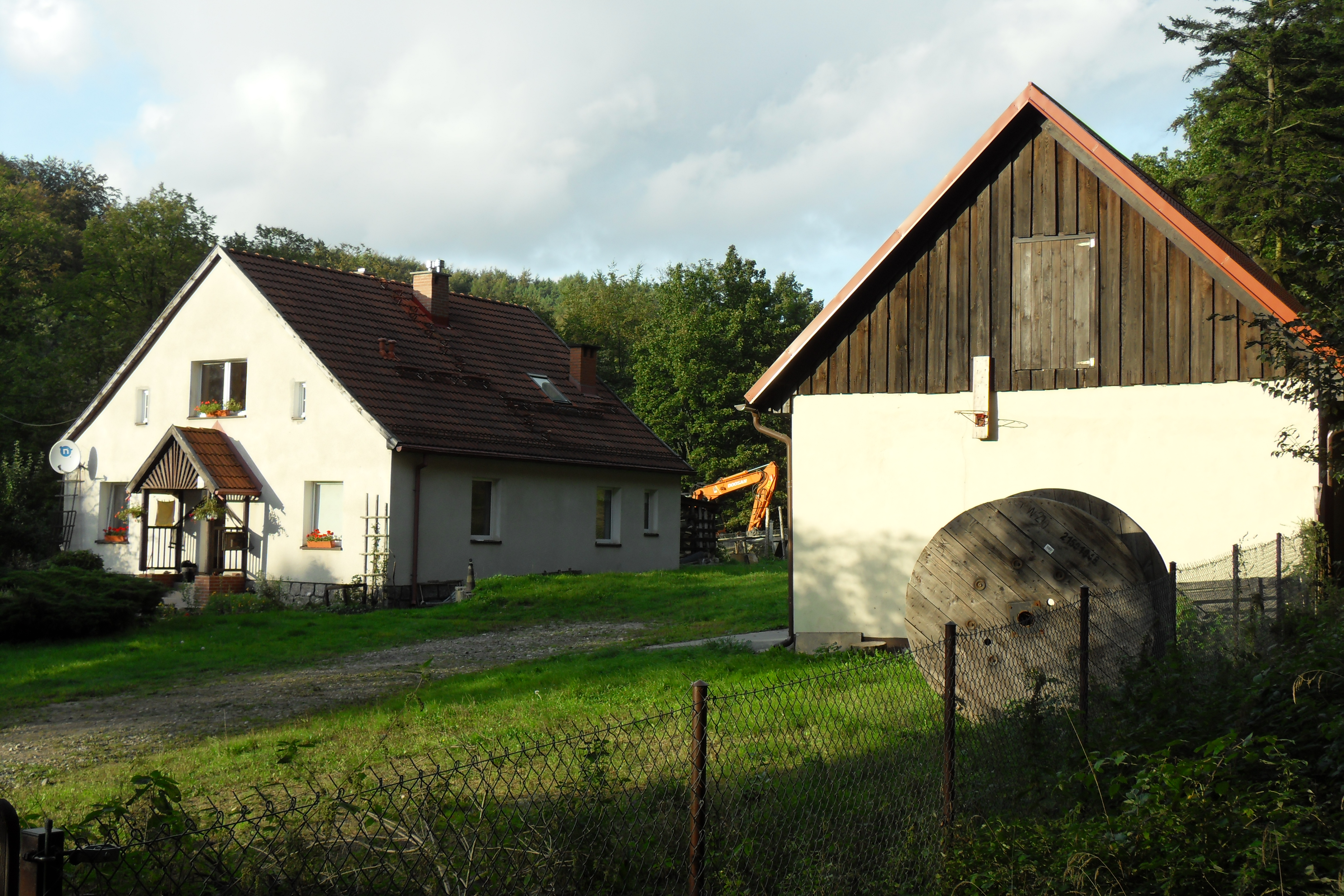
Zabudowa zagrodowa

Zabudowa zagrodowa – zabudowa: budynki mieszkalne, budynki gospodarcze lub inwentarskie w rodzinnych gospodarstwach rolnych, hodowlanych, ogrodniczych oraz w gospodarstwach leśnych; zespół budynków obejmujący wiejski dom mieszkalny i zabudowania gospodarskie, położony w obrębie jednego podwórza, najczęściej otoczone płotem.